# Al-Fotuwa Sports Club
El Al-Fotuwa Sport Club es un equipo de fútbol de Siria que juega en la Liga Premier de Siria, la liga de fútbol más importante del país.
Fue fundado en el año 1950 en la ciudad de Deir ez-Zor con el nombre Ghazi Club, hasta la década de los años 1970, cuando lo cambió por el que usa actualmente; cuenta con 4 títulos de liga y 5 títulos de copa.
A nivel internacional ha participado en 1 torneo continental, en la Copa de Clubes de Asia de 1989, donde fue eliminado en la Ronda Clasificatoria por el Al-Rasheed de Irak, el Al-Saad SC de Catar y el Al-Ansar de Líbano.

## Palmarés
- Liga Premier de Siria: 4

1990, 1991, 2023, 2024
- Copa de Siria: 5

1988, 1989, 1990, 1991, 2024

## Participación en competiciones de la AFC
- Copa de Clubes de Asia: 1 aparición

1989 - Ronda Clasificatoria

## Jugadores destacados
- Mario Alejandro Costas
- Waldir Silva
- Oday Jafal
- Mohammad Abadi
- Omar Al Soma
- Muhammad Albicho